# 姫治村 (岐阜県)
姫治村（ひめじむら）は、かつて岐阜県可児郡にあった村である。
1960年、南部が多治見市に、北部が可児郡可児町に分割編入された。現在は多治見市北部と可児市南部に該当する。

## 歴史
- 江戸時代末期、この地域は美濃国可児郡に属し、天領、尾張藩領、旗本領が混在する地であった。
- 1889年（明治22年）7月1日 - 北小木村、大針村、大薮村、下切村、今村、谷迫間村が合併し発足。
- 1960年（昭和35年）4月1日 - 分割編入により廃止。
  - 南部（旧・北小木村、大針村、大薮村、及び下切村の一部）は多治見市に、北部（旧・今村、谷迫間村、及び下切村の大部分）は可児郡可児町に編入される。

### 分村問題
- 昭和の大合併では、当初多治見市との全村合併が計画されていた。しかし、村の北部地域が反発。また、村議会内でも合併賛成派と反対派が対立、村長選挙の結果、賛成派村長と反対派村長に交代するといったことで混乱してしまったという。
- 最終的には自治庁、県の斡旋などもあり、南北分村となった。

## 教育
- 姫治小学校（1966年多治見市立南姫小学校と可児町立南小学校へ分割）
- 四ヶ村組合立中部中学校（広見町、平牧村、姫治村、久々利村の組合立中学校）

## 交通
- 国鉄太多線
  - 姫駅、下切駅